# Haus zum „Prinz von Oranien“

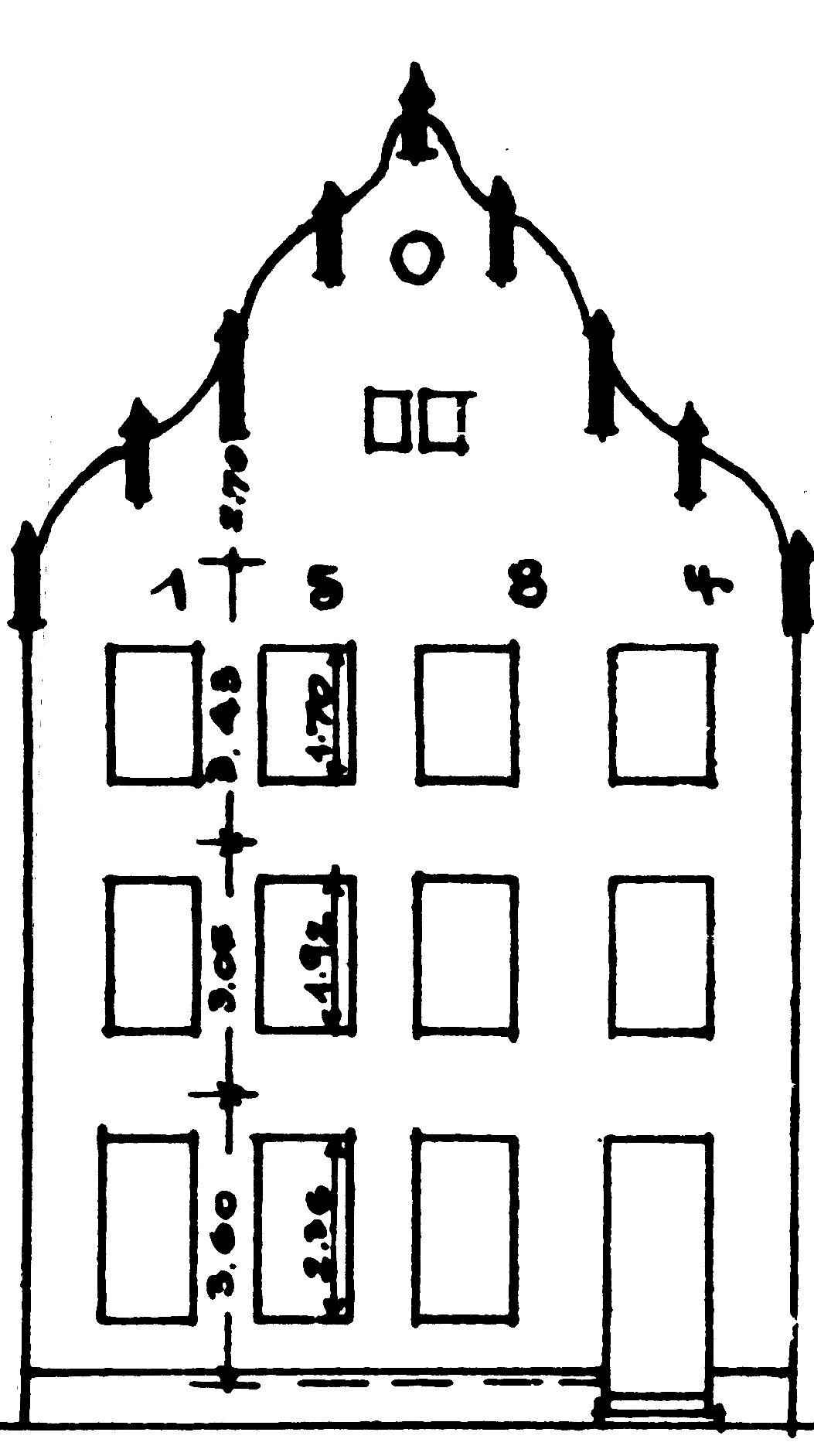
Zeichnung des Hauses von Paul Sültenfuß

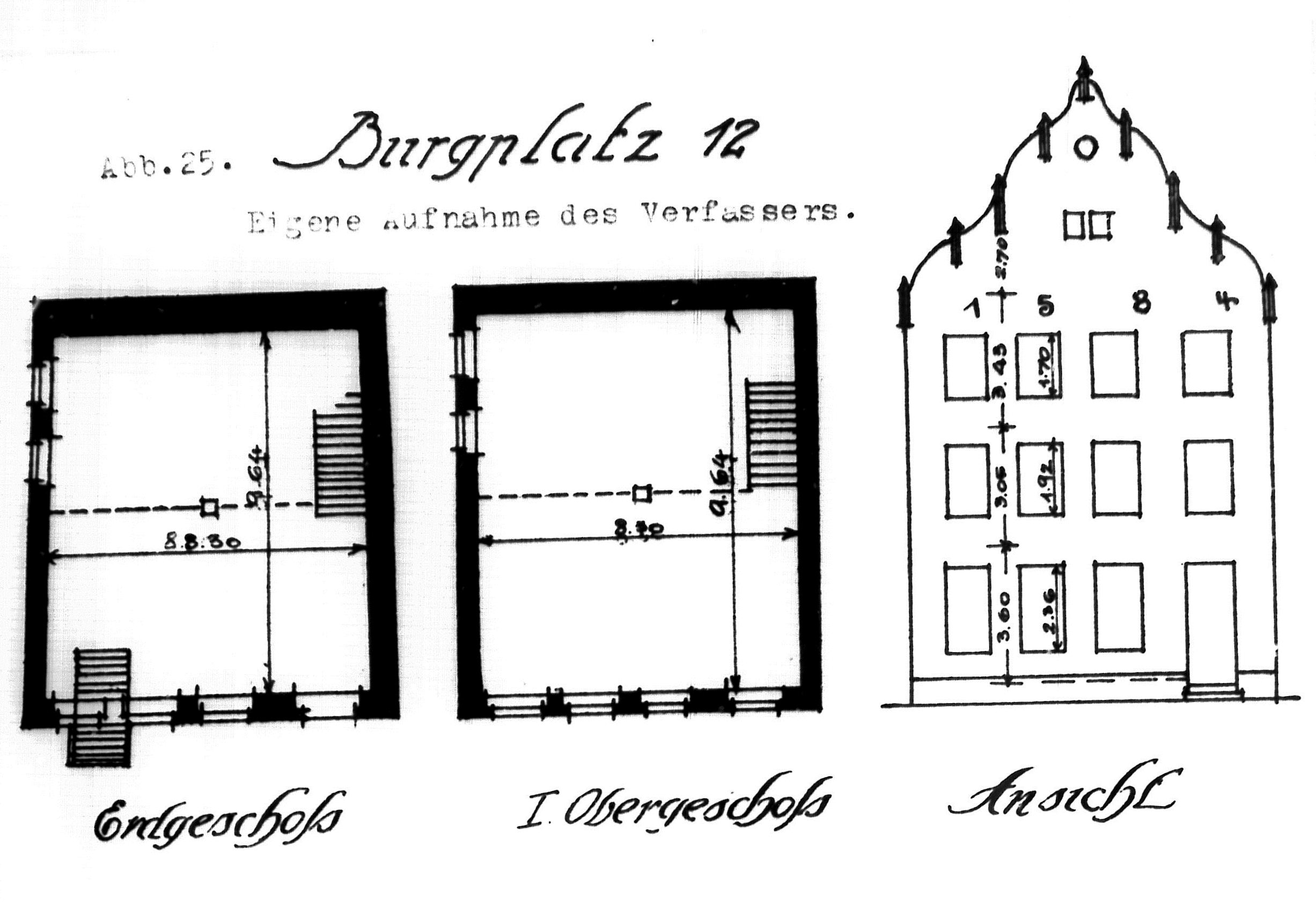
Zeichnung des Hauses von Paul Sültenfuß

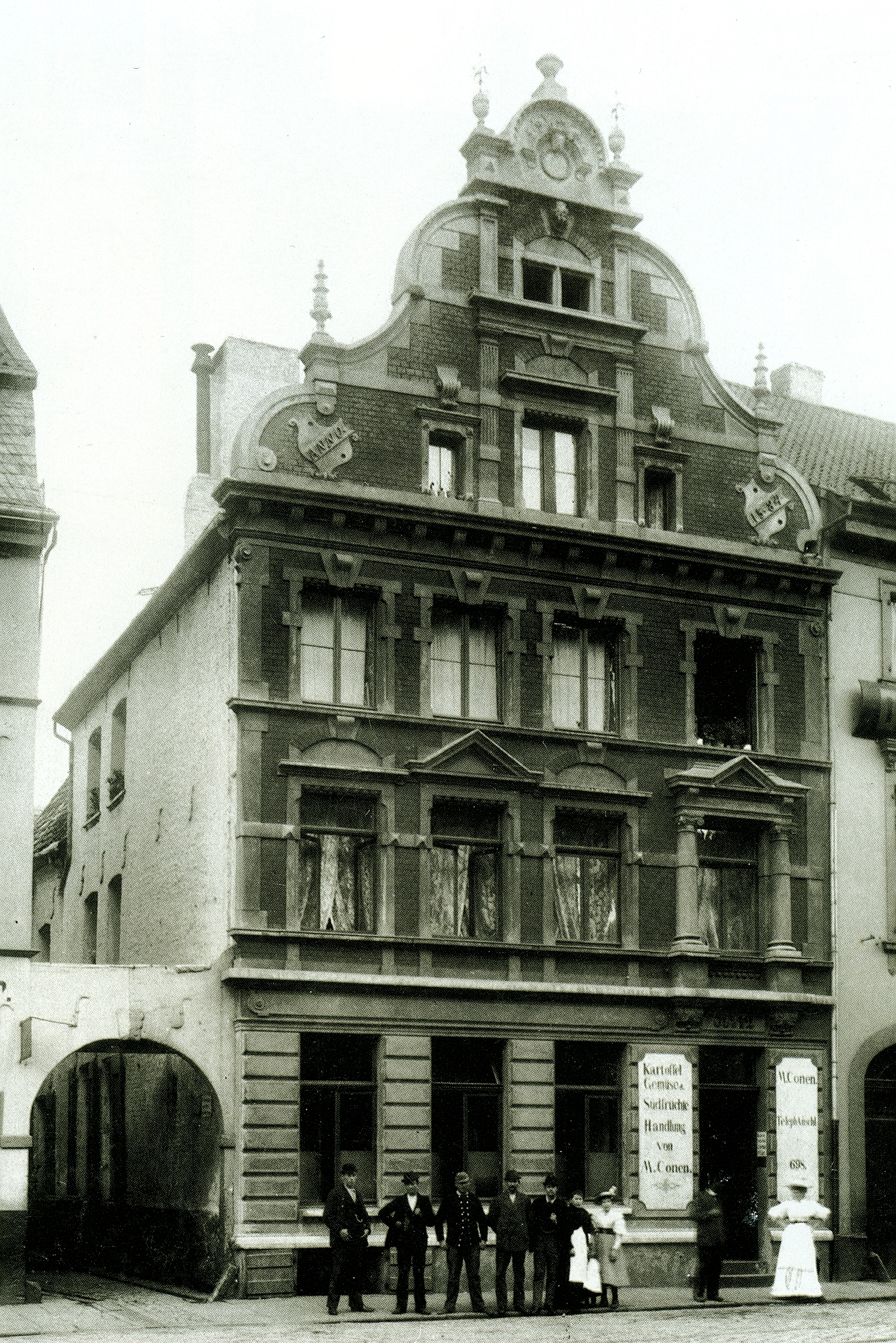
Burgplatz 12 mit eklektizistischer Fassade

Das Haus zum „Prinz von Oranien“ am Burgplatz Nr. 12 in Düsseldorf war ein kunstgeschichtlich bedeutendes Beispiel der Renaissance. Das 1584 erbaute Gebäude wurde von Paul Sültenfuß in Das Düsseldorfer Wohnhaus bis zur Mitte des 19. Jahrhunderts und von Hans Vogts in Das Bürgerhaus in der Rheinprovinz, wegen seiner Giebelform gewürdigt. Boris Becker würdigt das Haus als ein Beispiel für den Eklektizismus der Gründerzeit, bei dem Formen des Klassizismus, der Renaissance und des Barock an ein und derselben Fassade miteinander kombiniert wurden.

## Lage und Umgebung
Das Haus befand sich gegenüber der Hauptwache, in der Nähe des Kurfürstlichen Schloss und der berühmten Gemäldegalerie. Der Standort mitten in der Stadt galt als „sehr wohl gelegen“.

## Geschichte
Im Jahre 1632 war Eigentümer des Hauses Heinrich Mum, der als ältester der reformierten Gemeinde erwähnt wird. 1688 war es noch im Besitz der Familie Momm, danach wohnte dort die Familie Kegeljan, die dort die Auberge und Gastwirtschaft „Prinz von Oranien“ betrieb und bei dem Herrschaften, Kaufleute und Reisende beherbergt und bewirtet wurden. So war das Haus bekannt für seine „schöne Aussicht auf das Churfürstliche Schloss und den geräumigen Platz, die Nähe der berühmten Galerie, die im Hause befindlichen möblierten und tapezierten Zimmer, die geräumigen Stallungen und Remisen, guter Wein und Speisen“. 1784 gab die Witwe Kegeljan das Geschäft auf und die Gastwirtschaft wurde von dem Gastwirt des „Zum goldenen Anker“ aus der Marktstraße am 28. Juli im selben Jahr übernommen. Seitdem nannte sich das Haus „Zum Goldenen Anker“. 1817 war dort der Gastwirt Wallenkamp und 1889 der Gastwirt Max Ebertz anzutreffen, der in „origineller, derbkomischer Weise“ eine Wirtschaft führte. So hatte Ebertz die Gewohnheit, „jedem ein Glas Bier zur traktieren, der in seiner Gaststube die Verdauung von Zwiebel- oder Erbsensuppe in der bekannten Fuhrmannsmanier anzeigen konnte. Frühmorgens schon drängten sich darum die Pennbrüder zum Ebertz Max um sich das Glas Bier zu verdienen“.
An dem Bürgerhaus wurde 1932, zum 100. Todesjahr Goethes, eine Bronzetafel angebracht: In diesem Hause dem früheren Gasthof Prinz von Oranien wohnte Goethe im Juli 1774. Goethe war am 21. Juli 1774 aus Köln in Düsseldorf angekommen, um die Brüder Jacobi zu besuchen. „…das Haus war leer, die Herrschaft verreist“, schrieb Goethe an die ebenso abwesende Betty Jacobi. So wählte er als Notquartier den „Prinz von Oranien“, der genau gegenüber dem Ostflügel der Gemäldegalerie lag. Am nächsten Tag fand dann die erste Begegnung mit Fritz Jacobi statt, abends fuhren sie gemeinsam nach Pempelfort auf das Jacobische Landgut.

## Kunstgeschichtliche Bedeutung

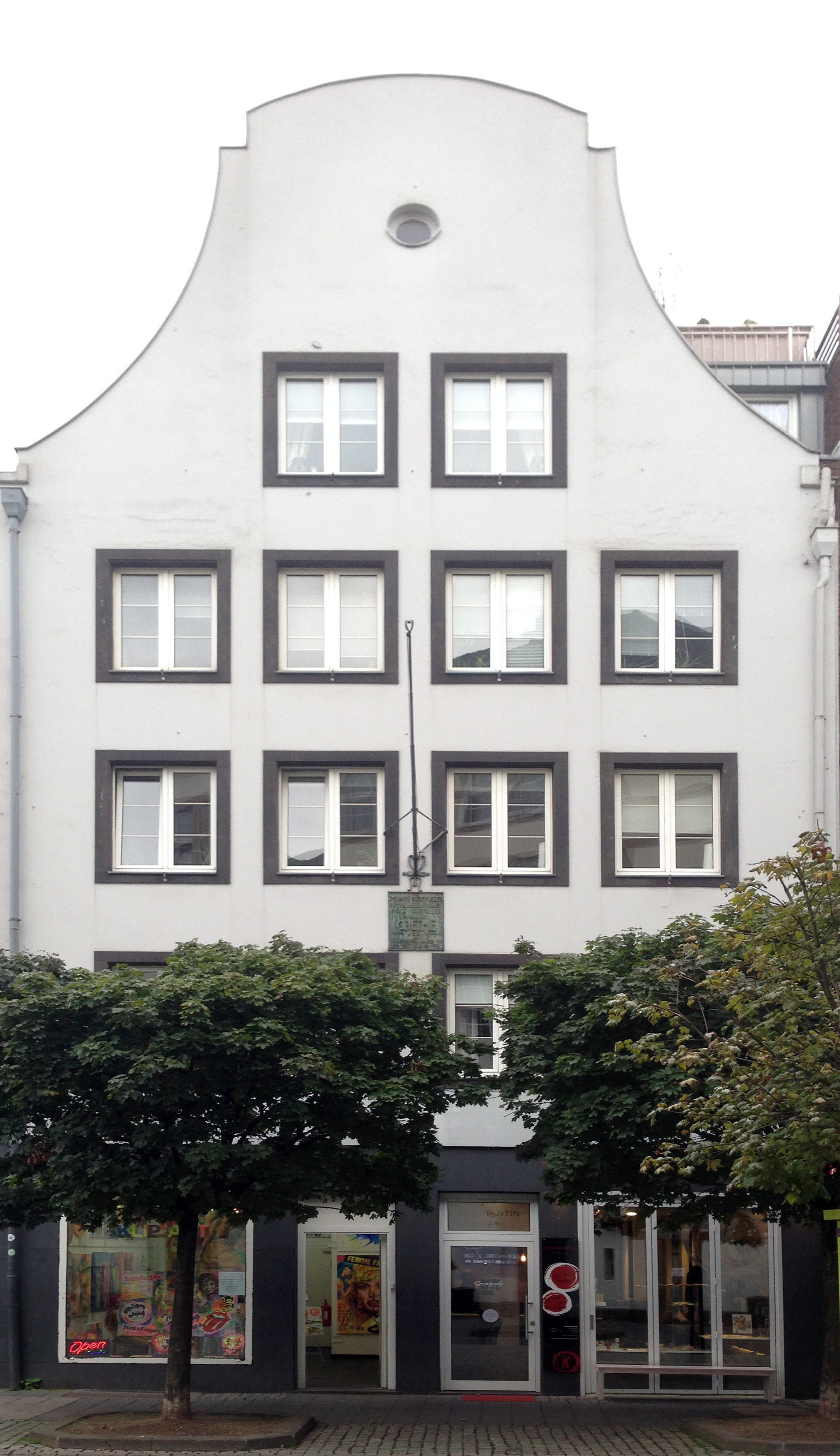
Haus Burgplatz 12, 2017

Das Haus wurde im Jahre 1584 erbaut und 1850 umgebaut. Das Baupolizeiamt verfügt über eine Darstellung vor dem Umbau. Im Historischen Museum befindet sich ein Aquarell des früheren Eckhauses Kurzestraße und Burgplatz. Das Eckhaus Burgplatz 12 ist ein „bezeichnendes Beispiel“ dafür, wie die Giebel eines Eckbaus den Häuserblock und damit auch den Straßenabschluss besonders betonen sollten. Es steht ebenso beispielhaft für den Anfang der Düsseldorfer Renaissance, bei dem noch die „konservative Richtung“ mit seinen „geschweiften Fialengiebeln“ stand. Das Haus war 9 Meter breit und 12 Meter tief. Die Formgebung des Giebels „steht der des Rathauses sehr nahe“.
Im 19. Jahrhundert wurde das Haus eklektizistisch umgebaut. Nach Boris Becker gilt das Haus als ein Beispiel für den „typische Veränderungen, denen Altstadthäuser des 16. und 17. Jahrhunderts in der Gründerzeit unterworfen waren. Die Straßenansicht des Hauses Burgplatz 12 offenbart den Eklektizismus dieser Jahre. Formen des Klassizismus, der Renaissance und des Barock treffen hier an ein und derselben Fassade aufeinander“.